# Sphex habenus
Sphex habenus är en biart som beskrevs av Thomas Say 1832. Sphex habenus ingår i släktet Sphex och familjen grävsteklar. Inga underarter finns listade i Catalogue of Life.